# تيري برودهيرست
تيري برودهيرست (بالإنجليزية: Terry Broadhurst)‏ هو لاعب هوكي الجليد أمريكي، ولد في 30 نوفمبر 1988 في اورلاند بارك في الولايات المتحدة.

## وصلات خارجية
- تيري برودهيرست على موقع دوري الهوكي الوطني (الإنجليزية)
- تيري برودهيرست على موقع EliteProspects.com (الإنجليزية)
- تيري برودهيرست على موقع Eurohockey.com (الإنجليزية)
- تيري برودهيرست على موقع HockeyDB.com (الإنجليزية)